# À travers les Flandres 2024
À travers les Flandres 2024 ou À travers la Flandre 2024 (en néerlandais : Dwars door Vlaanderen) est la 78e édition de cette course cycliste masculine sur route. Elle a lieu le mercredi 27 mars 2024 et fait partie du calendrier UCI World Tour 2024, la principale compétition du cyclisme sur route professionnel masculin, en catégorie 1.UWT.

## Présentation

### Parcours
Le départ est donné à Roulers sur la Stationsplein pour un parcours comportant huit zones pavées et douze côtes. Dans la seconde partie de l’épreuve, les monts parfois pavés s’enchaînent jusqu’à l’arrivée à Waregem après 188,6 kilomètres soit 5 kilomètres de plus que l'édition précédente. Parmi ces monts, on peut notamment citer la double ascension de la Côte de Trieu, du Hotond et du Nokereberg. Huit secteurs pavés sont répertoriés dont le Huisepontweg , deux passages dans la Mariaborrestraat et la Herlegemstraat, dernier secteur pavé, d'une longueur de 1 000 m, situé à 5 kilomètres de l'arrivée à Waregem sur la Verbindingsweg.

### Équipes
| WorldTeams (18)- Alpecin-Deceuninck - Arkéa-B&B Hotels - Astana Qazaqstan Team - Bahrain Victorious - Bora-Hansgrohe - Cofidis - Decathlon-AG2R La Mondiale - EF Education-EasyPost - Groupama-FDJ - Ineos Grenadiers - Intermarché-Wanty - Lidl-Trek - Movistar Team - Soudal Quick-Step - Team dsm-firmenich PostNL - Team Jayco AlUla - Team Visma \| Lease a Bike - UAE Team Emirates ProTeams (7)- Bingoal WB - Israel-Premier Tech - Lotto Dstny - Q36.5 Pro Cycling Team - Team Flanders-Baloise - TotalEnergies - Uno-X Mobility |
| |

### Favoris
Les trois grands favoris sont les Belges Wout van Aert (Visma Lease a Bike) et Jasper Philipsen (Alpecin Deceuninck) ainsi que le Danois Mads Pedersen (Lidl-Trek).

## Déroulement de la course
Depuis le début de la course, onze fuyards sont en tête et comptent jusqu'à trois minutes d'avance. À 67 kilomètres de l'arrivée, une importante chute dans le peloton  met à terre notamment Wout van Aert, Jasper Stuyven et Biniam Girmay qui sont contraints à l'abandon ainsi que Mads Pedersen qui repart attardé avant d'abandonner plus tard. À 50 kilomètres du terme, les échappés ne sont plus que six, pris en chasse par un groupe de sept hommes se trouvant à une trentaine de secondes. Au-dessus de la montée de Ladeuze, à 38 kilomètres de l'arrivée, un regroupement de onze coureurs s'opère en tête de course parmi lesquels les équipiers de Visma Lease a Bike Tiesj Benoot et Matteo Jorgenson ainsi qu'Alberto Bettiol (EF Education) et Stefan Küng (Groupama FDJ) rejoints quelques kilomètres plus loin par Joshua Tarling (Ineos Grenadiers). À 26 km de Waregem, ils ne sont plus que sept en tête : Benoot, Jorgenson, Bettiol, Küng, Tarling et deux rescapés de l'échappée initiale : Jonas Abrahamsen (Uno X) et Dries De Bondt (Decathlon AG2R). Dans le Nokereberg (22 km de l'arrivée), Bettiol attaque mais sans conséquence avant d'être distancé quatre kilomètres plus loin, victime de crampes. Désormais, six hommes en tête filent vers l'arrivée : Benoot, Jorgenson, Küng, Tarling, Abrahamsen et De Bondt. À 7 kilomètres du but, Matteo Jorgenson place une attaque, s'isole en tête, creuse un écart et devient le premier Américain à remporter la victoire à Waregem.

## Classements

### Classement final
| \| Classement général \| Classement général \| Classement général \| Classement général \| Classement général \| \| Coureur \| Coureur \| Pays \| Équipe \| Temps \| \| ------------------ \| ------------------ \| ------------------ \| -------------------------- \| ------------------ \| \| 1er \| Matteo Jorgenson \| États-Unis \| Team Visma \\| Lease a Bike \| 4 h 07 min 44 s \| \| 2e \| Jonas Abrahamsen \| Norvège \| Uno-X Mobility \| + 29 s \| \| 3e \| Stefan Küng \| Suisse \| Groupama-FDJ \| + 29 s \| \| 4e \| Tiesj Benoot \| Belgique \| Team Visma \\| Lease a Bike \| + 29 s \| \| 5e \| Dries De Bondt \| Belgique \| Decathlon-AG2R La Mondiale \| + 29 s \| \| 6e \| Joshua Tarling \| Royaume-Uni \| Ineos Grenadiers \| + 44 s \| \| 7e \| Jonathan Milan \| Italie \| Lidl-Trek \| + 1 min 47 s \| \| 8e \| Michael Valgren \| Danemark \| EF Education-EasyPost \| + 1 min 47 s \| \| 9e \| Mathias Norsgaard \| Danemark \| Movistar Team \| + 1 min 47 s \| \| 10e \| Thomas Gachignard \| France \| TotalEnergies \| + 1 min 47 s \| \| 11e \| Pierre Gautherat \| France \| Decathlon-AG2R La Mondiale \| + 2 min 07 s \| \| 12e \| Nils Politt \| Allemagne \| UAE Team Emirates \| + 2 min 07 s \| \| 13e \| Valentin Madouas \| France \| Groupama-FDJ \| + 2 min 07 s \| \| 14e \| Danny van Poppel \| Pays-Bas \| Bora-Hansgrohe \| + 2 min 07 s \| \| 15e \| Jasper Philipsen \| Belgique \| Alpecin-Deceuninck \| + 2 min 07 s \| \| 16e \| Ben Turner \| Royaume-Uni \| Ineos Grenadiers \| + 2 min 07 s \| \| 17e \| Michael Matthews \| Australie \| Team Jayco AlUla \| + 2 min 07 s \| \| 18e \| Luca Mozzato \| Italie \| Arkéa-B&B Hotels \| + 2 min 07 s \| \| 19e \| Mike Teunissen \| Pays-Bas \| Intermarché-Wanty \| + 2 min 07 s \| \| 20e \| John Degenkolb \| Allemagne \| Team dsm-firmenich PostNL \| + 2 min 07 s \| |                   |             |                            |                 |
| |                   |             |                            |                 |
| Source : ProCyclingStats |                   |             |                            |                 |
| Classement général |                   |             |                            |                 |
| Coureur | Coureur           | Pays        | Équipe                     | Temps           |
| 1er | Matteo Jorgenson  | États-Unis  | Team Visma \| Lease a Bike | 4 h 07 min 44 s |
| 2e | Jonas Abrahamsen  | Norvège     | Uno-X Mobility             | + 29 s          |
| 3e | Stefan Küng       | Suisse      | Groupama-FDJ               | + 29 s          |
| 4e | Tiesj Benoot      | Belgique    | Team Visma \| Lease a Bike | + 29 s          |
| 5e | Dries De Bondt    | Belgique    | Decathlon-AG2R La Mondiale | + 29 s          |
| 6e | Joshua Tarling    | Royaume-Uni | Ineos Grenadiers           | + 44 s          |
| 7e | Jonathan Milan    | Italie      | Lidl-Trek                  | + 1 min 47 s    |
| 8e | Michael Valgren   | Danemark    | EF Education-EasyPost      | + 1 min 47 s    |
| 9e | Mathias Norsgaard | Danemark    | Movistar Team              | + 1 min 47 s    |
| 10e | Thomas Gachignard | France      | TotalEnergies              | + 1 min 47 s    |
| 11e | Pierre Gautherat  | France      | Decathlon-AG2R La Mondiale | + 2 min 07 s    |
| 12e | Nils Politt       | Allemagne   | UAE Team Emirates          | + 2 min 07 s    |
| 13e | Valentin Madouas  | France      | Groupama-FDJ               | + 2 min 07 s    |
| 14e | Danny van Poppel  | Pays-Bas    | Bora-Hansgrohe             | + 2 min 07 s    |
| 15e | Jasper Philipsen  | Belgique    | Alpecin-Deceuninck         | + 2 min 07 s    |
| 16e | Ben Turner        | Royaume-Uni | Ineos Grenadiers           | + 2 min 07 s    |
| 17e | Michael Matthews  | Australie   | Team Jayco AlUla           | + 2 min 07 s    |
| 18e | Luca Mozzato      | Italie      | Arkéa-B&B Hotels           | + 2 min 07 s    |
| 19e | Mike Teunissen    | Pays-Bas    | Intermarché-Wanty          | + 2 min 07 s    |
| 20e | John Degenkolb    | Allemagne   | Team dsm-firmenich PostNL  | + 2 min 07 s    |

### Classements UCI
La course attribue des points au classement mondial UCI 2024 selon le barème suivant :
| Position           | 1er | 2e  | 3e  | 4e  | 5e  | 6e  | 7e | 8e | 9e | 10e | 11e | 12e | 13e | 14e | 15e à 20e | 21e à 30e | 31e à 50e | 51e à 55e | 56e à 60e |
| Classement général | 300 | 250 | 215 | 175 | 120 | 115 | 95 | 75 | 60 | 50  | 40  | 35  | 30  | 25  | 20        | 12        | 5         | 2         | 1         |

## Liste des participants
| Légende | Légende                                                                    | Légende | Légende                                                    |
| ------- | -------------------------------------------------------------------------- | ------- | ---------------------------------------------------------- |
| Num     | Dossard de départ porté par le coureur sur cet À travers les Flandres      | Pos     | Position à l'arrivée de la course                          |
|         | Indique un maillot de champion national ou mondial, suivi de sa spécialité | NP      | Indique un coureur qui n'a pas pris le départ de la course |
| AB      | Indique un coureur qui n'a pas terminé la course                           | HD      | Indique un coureur qui a terminé la course hors des délais |
| DSQ     | Indique un coureur qui a été disqualifié de la course                      |         |                                                            |

| Team Visma \| Lease a Bike TVL | Team Visma \| Lease a Bike TVL | Team Visma \| Lease a Bike TVL |
| ------------------------------ | ------------------------------ | ------------------------------ |
| Num                            | Coureur                        | Pos                            |
| 1                              | Wout van Aert (BEL)            | AB                             |
| 2                              | Tim van Dijke (NED)            | 118e                           |
| 3                              | Tiesj Benoot (BEL)             | 4e                             |
| 4                              | Matteo Jorgenson (USA)         | 1er                            |
| 5                              | Jan Tratnik (SLO)              | AB                             |
| 6                              | Mick van Dijke (NED)           | 38e                            |
| 7                              | Julien Vermote (BEL)           | 114e                           |

| Lidl-Trek LTK | Lidl-Trek LTK             | Lidl-Trek LTK |
| ------------- | ------------------------- | ------------- |
| Num           | Coureur                   | Pos           |
| 11            | Mads Pedersen (DEN)       | AB            |
| 12            | Jasper Stuyven (BEL)      | AB            |
| 13            | Tim Declercq (BEL)        | 81e           |
| 14            | Jonathan Milan (ITA)      | 7e            |
| 15            | Toms Skujiņš (LAT)        | 28e           |
| 16            | Edward Theuns (BEL)       | 94e           |
| 17            | Alex Kirsch (LUX) (route) | AB            |

| Alpecin-Deceuninck ADC | Alpecin-Deceuninck ADC     | Alpecin-Deceuninck ADC |
| ---------------------- | -------------------------- | ---------------------- |
| Num                    | Coureur                    | Pos                    |
| 21                     | Jasper Philipsen (BEL)     | 15e                    |
| 22                     | Maurice Ballerstedt (GER)  | 89e                    |
| 23                     | Robbe Ghys (BEL)           | AB                     |
| 24                     | Søren Kragh Andersen (DEN) | 74e                    |
| 25                     | Senne Leysen (BEL)         | AB                     |
| 26                     | Stan Van Tricht (BEL)      | 59e                    |
| 27                     | Gianni Vermeersch (BEL)    | AB                     |

| UAE Team Emirates UAD | UAE Team Emirates UAD      | UAE Team Emirates UAD |
| --------------------- | -------------------------- | --------------------- |
| Num                   | Coureur                    | Pos                   |
| 31                    | Tim Wellens (BEL)          | 57e                   |
| 32                    | Marc Hirschi (SUI) (route) | 32e                   |
| 33                    | Álvaro Hodeg (COL)         | AB                    |
| 34                    | Alessandro Covi (ITA)      | 66e                   |
| 35                    | Mikkel Bjerg (DEN)         | 36e                   |
| 36                    | Nils Politt (GER)          | 12e                   |
| 37                    | Vegard Stake Laengen (NOR) | 93e                   |

| Groupama-FDJ GFC | Groupama-FDJ GFC               | Groupama-FDJ GFC |
| ---------------- | ------------------------------ | ---------------- |
| Num              | Coureur                        | Pos              |
| 41               | Stefan Küng (SUI)              | 3e               |
| 42               | Valentin Madouas (FRA) (route) | 13e              |
| 43               | Lewis Askey (GBR)              | 61e              |
| 44               | Olivier Le Gac (FRA)           | DQ               |
| 45               | Fabian Lienhard (SUI)          | 116e             |
| 46               | Laurence Pithie (NZL)          | AB               |
| 47               | Samuel Watson (GBR)            | 40e              |

| Soudal Quick-Step SOQ | Soudal Quick-Step SOQ    | Soudal Quick-Step SOQ |
| --------------------- | ------------------------ | --------------------- |
| Num                   | Coureur                  | Pos                   |
| 51                    | Julian Alaphilippe (FRA) | 26e                   |
| 52                    | Yves Lampaert (BEL)      | 131e                  |
| 53                    | Paul Magnier (FRA)       | 39e                   |
| 54                    | Gianni Moscon (ITA)      | 135e                  |
| 55                    | Casper Pedersen (DEN)    | 33e                   |
| 56                    | Pepijn Reinderink (NED)  | AB                    |
| 57                    | Warre Vangheluwe (BEL)   | 112e                  |

| Intermarché-Wanty IWA | Intermarché-Wanty IWA           | Intermarché-Wanty IWA |
| --------------------- | ------------------------------- | --------------------- |
| Num                   | Coureur                         | Pos                   |
| 61                    | Biniam Girmay (ERI)             | AB                    |
| 62                    | Mike Teunissen (NED)            | 19e                   |
| 63                    | Madis Mihkels (EST)             | 48e                   |
| 64                    | Laurenz Rex (BEL)               | AB                    |
| 65                    | Dries De Pooter (BEL)           | 30e                   |
| 66                    | Adrien Petit (FRA)              | 85e                   |
| 67                    | Roel van Sintmaartensdijk (NED) | 113e                  |

| EF Education-EasyPost EFE | EF Education-EasyPost EFE | EF Education-EasyPost EFE |
| ------------------------- | ------------------------- | ------------------------- |
| Num                       | Coureur                   | Pos                       |
| 71                        | Alberto Bettiol (ITA)     | 72e                       |
| 72                        | Stefan Bissegger (SUI)    | 134e                      |
| 73                        | Jonas Rutsch (GER)        | 106e                      |
| 74                        | Harry Sweeny (AUS)        | AB                        |
| 75                        | Yuhi Todome (JPN)         | 92e                       |
| 76                        | Jack Rootkin-Gray (GBR)   | 123e                      |
| 77                        | Michael Valgren (DEN)     | 8e                        |

| Ineos Grenadiers IGD | Ineos Grenadiers IGD   | Ineos Grenadiers IGD |
| -------------------- | ---------------------- | -------------------- |
| Num                  | Coureur                | Pos                  |
| 81                   | Cameron Wurf (AUS)     | AB                   |
| 82                   | Elia Viviani (ITA)     | 120e                 |
| 83                   | Joshua Tarling (GBR)   | 6e                   |
| 84                   | Magnus Sheffield (USA) | 119e                 |
| 85                   | Ben Swift (GBR)        | 124e                 |
| 86                   | Connor Swift (GBR)     | 58e                  |
| 87                   | Ben Turner (GBR)       | 16e                  |

| Movistar Team MOV | Movistar Team MOV          | Movistar Team MOV |
| ----------------- | -------------------------- | ----------------- |
| Num               | Coureur                    | Pos               |
| 91                | Oier Lazkano (ESP) (route) | 47e               |
| 92                | Albert Torres (ESP)        | 88e               |
| 93                | Rémi Cavagna (FRA)         | 69e               |
| 94                | Carlos Canal (ESP)         | 54e               |
| 95                | Manlio Moro (ITA)          | AB                |
| 96                | Mathias Norsgaard (DEN)    | 9e                |
| 97                | Johan Jacobs (SUI)         | 132e              |

| Arkéa-B&B Hotels ARK | Arkéa-B&B Hotels ARK   | Arkéa-B&B Hotels ARK |
| -------------------- | ---------------------- | -------------------- |
| Num                  | Coureur                | Pos                  |
| 101                  | Arnaud Démare (FRA)    | NP                   |
| 102                  | Amaury Capiot (BEL)    | AB                   |
| 103                  | David Dekker (NED)     | 109e                 |
| 104                  | Donavan Grondin (FRA)  | 130e                 |
| 105                  | Florian Sénéchal (FRA) | 129e                 |
| 106                  | Daniel McLay (GBR)     | 84e                  |
| 107                  | Luca Mozzato (ITA)     | 18e                  |

| Cofidis COF | Cofidis COF                | Cofidis COF |
| ----------- | -------------------------- | ----------- |
| Num         | Coureur                    | Pos         |
| 111         | Ludovic Robeet (BEL)       | AB          |
| 112         | Piet Allegaert (BEL)       | 49e         |
| 113         | Aimé De Gendt (BEL)        | 70e         |
| 114         | Nicolas Debeaumarché (FRA) | AB          |
| 115         | Milan Fretin (BEL)         | AB          |
| 116         | Alexis Renard (FRA)        | 103e        |
| 117         | Ludovic Robeet (BEL)       | AB          |

| Decathlon-AG2R La Mondiale DAT | Decathlon-AG2R La Mondiale DAT | Decathlon-AG2R La Mondiale DAT |
| ------------------------------ | ------------------------------ | ------------------------------ |
| Num                            | Coureur                        | Pos                            |
| 121                            | Oliver Naesen (BEL)            | 63e                            |
| 122                            | Edvald Boasson Hagen (NOR)     | 110e                           |
| 123                            | Dries De Bondt (BEL)           | 5e                             |
| 124                            | Sander De Pestel (BEL)         | 55e                            |
| 125                            | Pierre Gautherat (FRA)         | 11e                            |
| 126                            | Gianluca Pollefliet (BEL)      | 96e                            |
| 127                            | Damien Touzé (FRA)             | 27e                            |

| Bora-Hansgrohe BOH | Bora-Hansgrohe BOH     | Bora-Hansgrohe BOH |
| ------------------ | ---------------------- | ------------------ |
| Num                | Coureur                | Pos                |
| 131                | Marco Haller (AUT)     | 76e                |
| 132                | Luis-Joe Lührs (GER)   | 105e               |
| 133                | Emil Herzog (GER)      | 65e                |
| 134                | Ryan Mullen (IRL)      | 62e                |
| 135                | Filip Maciejuk (POL)   | 73e                |
| 136                | Jordi Meeus (BEL)      | 45e                |
| 137                | Danny van Poppel (NED) | 14e                |

| Bahrain Victorious TBV | Bahrain Victorious TBV    | Bahrain Victorious TBV |
| ---------------------- | ------------------------- | ---------------------- |
| Num                    | Coureur                   | Pos                    |
| 141                    | Andrea Pasqualon (ITA)    | AB                     |
| 142                    | Alberto Bruttomesso (ITA) | 102e                   |
| 143                    | Fran Miholjević (CRO)     | 128e                   |
| 144                    | Matevž Govekar (SLO)      | 67e                    |
| 145                    | Dušan Rajović (SRB)       | 44e                    |
| 146                    | Fred Wright (GBR) (route) | 22e                    |
| 147                    | Łukasz Wiśniowski (POL)   | 117e                   |

| Team dsm-firmenich PostNL DFP | Team dsm-firmenich PostNL DFP | Team dsm-firmenich PostNL DFP |
| ----------------------------- | ----------------------------- | ----------------------------- |
| Num                           | Coureur                       | Pos                           |
| 151                           | John Degenkolb (GER)          | 20e                           |
| 152                           | Pavel Bittner (CZE)           | 53e                           |
| 153                           | Patrick Eddy (AUS)            | AB                            |
| 154                           | Nils Eekhoff (NED)            | AB                            |
| 155                           | Niklas Märkl (GER)            | 126e                          |
| 156                           | Casper van Uden (NED)         | 35e                           |
| 157                           | Bram Welten (NED)             | 133e                          |

| Team Jayco AlUla JAY | Team Jayco AlUla JAY        | Team Jayco AlUla JAY |
| -------------------- | --------------------------- | -------------------- |
| Num                  | Coureur                     | Pos                  |
| 161                  | Michael Matthews (AUS)      | 17e                  |
| 162                  | Luke Durbridge (AUS)        | 60e                  |
| 163                  | Amund Grøndahl Jansen (NOR) | 75e                  |
| 164                  | Luka Mezgec (SLO)           | 43e                  |
| 165                  | Kelland O'Brien (AUS)       | 90e                  |
| 166                  | Elmar Reinders (NED)        | AB                   |
| 167                  | Max Walscheid (GER)         | 87e                  |

| Astana Qazaqstan Team AST | Astana Qazaqstan Team AST | Astana Qazaqstan Team AST |
| ------------------------- | ------------------------- | ------------------------- |
| Num                       | Coureur                   | Pos                       |
| 171                       | Cees Bol (NED)            | 41e                       |
| 172                       | Gleb Brussenskiy (KAZ)    | AB                        |
| 173                       | Michele Gazzoli (ITA)     | AB                        |
| 174                       | Yevgeniy Gidich (KAZ)     | 125e                      |
| 175                       | Dmitriy Gruzdev (KAZ)     | AB                        |
| 176                       | Rüdiger Selig (GER)       | 127e                      |
| 177                       | Gleb Syritsa              | AB                        |

| Lotto Dstny LTD | Lotto Dstny LTD          | Lotto Dstny LTD |
| --------------- | ------------------------ | --------------- |
| Num             | Coureur                  | Pos             |
| 181             | Jenno Berckmoes (BEL)    | 23e             |
| 182             | Cédric Beullens (BEL)    | AB              |
| 183             | Victor Campenaerts (BEL) | 34e             |
| 184             | Sébastien Grignard (BEL) | 68e             |
| 185             | Pascal Eenkhoorn (NED)   | 31e             |
| 186             | Alec Segaert (BEL)       | 37e             |
| 187             | Brent Van Moer (BEL)     | AB              |

| Israel-Premier Tech IPT | Israel-Premier Tech IPT | Israel-Premier Tech IPT |
| ----------------------- | ----------------------- | ----------------------- |
| Num                     | Coureur                 | Pos                     |
| 191                     | Jakob Fuglsang (DEN)    | 71e                     |
| 192                     | Krists Neilands (LAT)   | 29e                     |
| 193                     | Guillaume Boivin (CAN)  | 52e                     |
| 194                     | Riley Sheehan (USA)     | 25e                     |
| 195                     | Riley Pickrell (CAN)    | 83e                     |
| 196                     | Corbin Strong (NZL)     | 51e                     |
| 197                     | Ethan Vernon (GBR)      | 46e                     |

| Uno-X Mobility UXM | Uno-X Mobility UXM          | Uno-X Mobility UXM |
| ------------------ | --------------------------- | ------------------ |
| Num                | Coureur                     | Pos                |
| 201                | Alexander Kristoff (NOR)    | 77e                |
| 202                | Jonas Abrahamsen (NOR)      | 2e                 |
| 203                | Louis Bendixen (DEN)        | 82e                |
| 204                | Tord Gudmestad (NOR)        | AB                 |
| 205                | Erik Nordsæter Resell (NOR) | 79e                |
| 206                | Rasmus Tiller (NOR)         | 50e                |
| 207                | Rasmus Bøgh Wallin (DEN)    | 91e                |

| Q36.5 Pro Cycling Team Q36 | Q36.5 Pro Cycling Team Q36 | Q36.5 Pro Cycling Team Q36 |
| -------------------------- | -------------------------- | -------------------------- |
| Num                        | Coureur                    | Pos                        |
| 211                        | Jannik Steimle (GER)       | 42e                        |
| 212                        | Tom Devriendt (BEL)        | AB                         |
| 213                        | Tobias Ludvigsson (SWE)    | 80e                        |
| 214                        | Cyrus Monk (AUS)           | 122e                       |
| 215                        | Szymon Sajnok (POL)        | 115e                       |
| 216                        | Fabio Christen (SUI)       | 78e                        |
| 217                        | Kamil Małecki (POL)        | 64e                        |

| TotalEnergies TEN | TotalEnergies TEN       | TotalEnergies TEN |
| ----------------- | ----------------------- | ----------------- |
| Num               | Coureur                 | Pos               |
| 221               | Anthony Turgis (FRA)    | AB                |
| 222               | Lucas Boniface (FRA)    | AB                |
| 223               | Sandy Dujardin (FRA)    | 21e               |
| 224               | Émilien Jeannière (FRA) | AB                |
| 225               | Thomas Gachignard (FRA) | 10e               |
| 226               | Lorrenzo Manzin (FRA)   | AB                |
| 227               | Dries Van Gestel (BEL)  | 24e               |

| Bingoal WB BWB | Bingoal WB BWB            | Bingoal WB BWB |
| -------------- | ------------------------- | -------------- |
| Num            | Coureur                   | Pos            |
| 231            | Luca De Meester (BEL)     | 97e            |
| 232            | Cériel Desal (BEL)        | 107e           |
| 233            | Aaron Van der Beken (BEL) | 99e            |
| 234            | Floris De Tier (BEL)      | 108e           |
| 235            | Luca Van Boven (BEL)      | 56e            |
| 236            | Kenneth Van Rooy (BEL)    | 95e            |
| 237            | Jelle Vermoote (BEL)      | 100e           |

| Team Flanders-Baloise TFB | Team Flanders-Baloise TFB | Team Flanders-Baloise TFB |
| ------------------------- | ------------------------- | ------------------------- |
| Num                       | Coureur                   | Pos                       |
| 241                       | Kamiel Bonneu (BEL)       | AB                        |
| 242                       | Lars Craps (BEL)          | 104e                      |
| 243                       | Jules Hesters (BEL)       | 98e                       |
| 244                       | Siebe Deweirdt (BEL)      | 121e                      |
| 245                       | Yentl Vandevelde (BEL)    | 111e                      |
| 246                       | Dylan Vandenstorme (BEL)  | 101e                      |
| 247                       | Victor Vercouillie (BEL)  | 86e                       |

| Team Visma \| Lease a Bike TVL | Team Visma \| Lease a Bike TVL | Team Visma \| Lease a Bike TVL |
| ------------------------------ | ------------------------------ | ------------------------------ |
| Num                            | Coureur                        | Pos                            |
| 1                              | Wout van Aert (BEL)            | AB                             |
| 2                              | Tim van Dijke (NED)            | 118e                           |
| 3                              | Tiesj Benoot (BEL)             | 4e                             |
| 4                              | Matteo Jorgenson (USA)         | 1er                            |
| 5                              | Jan Tratnik (SLO)              | AB                             |
| 6                              | Mick van Dijke (NED)           | 38e                            |
| 7                              | Julien Vermote (BEL)           | 114e                           |

| Lidl-Trek LTK | Lidl-Trek LTK             | Lidl-Trek LTK |
| ------------- | ------------------------- | ------------- |
| Num           | Coureur                   | Pos           |
| 11            | Mads Pedersen (DEN)       | AB            |
| 12            | Jasper Stuyven (BEL)      | AB            |
| 13            | Tim Declercq (BEL)        | 81e           |
| 14            | Jonathan Milan (ITA)      | 7e            |
| 15            | Toms Skujiņš (LAT)        | 28e           |
| 16            | Edward Theuns (BEL)       | 94e           |
| 17            | Alex Kirsch (LUX) (route) | AB            |

| Alpecin-Deceuninck ADC | Alpecin-Deceuninck ADC     | Alpecin-Deceuninck ADC |
| ---------------------- | -------------------------- | ---------------------- |
| Num                    | Coureur                    | Pos                    |
| 21                     | Jasper Philipsen (BEL)     | 15e                    |
| 22                     | Maurice Ballerstedt (GER)  | 89e                    |
| 23                     | Robbe Ghys (BEL)           | AB                     |
| 24                     | Søren Kragh Andersen (DEN) | 74e                    |
| 25                     | Senne Leysen (BEL)         | AB                     |
| 26                     | Stan Van Tricht (BEL)      | 59e                    |
| 27                     | Gianni Vermeersch (BEL)    | AB                     |

| UAE Team Emirates UAD | UAE Team Emirates UAD      | UAE Team Emirates UAD |
| --------------------- | -------------------------- | --------------------- |
| Num                   | Coureur                    | Pos                   |
| 31                    | Tim Wellens (BEL)          | 57e                   |
| 32                    | Marc Hirschi (SUI) (route) | 32e                   |
| 33                    | Álvaro Hodeg (COL)         | AB                    |
| 34                    | Alessandro Covi (ITA)      | 66e                   |
| 35                    | Mikkel Bjerg (DEN)         | 36e                   |
| 36                    | Nils Politt (GER)          | 12e                   |
| 37                    | Vegard Stake Laengen (NOR) | 93e                   |

| Groupama-FDJ GFC | Groupama-FDJ GFC               | Groupama-FDJ GFC |
| ---------------- | ------------------------------ | ---------------- |
| Num              | Coureur                        | Pos              |
| 41               | Stefan Küng (SUI)              | 3e               |
| 42               | Valentin Madouas (FRA) (route) | 13e              |
| 43               | Lewis Askey (GBR)              | 61e              |
| 44               | Olivier Le Gac (FRA)           | DQ               |
| 45               | Fabian Lienhard (SUI)          | 116e             |
| 46               | Laurence Pithie (NZL)          | AB               |
| 47               | Samuel Watson (GBR)            | 40e              |

| Soudal Quick-Step SOQ | Soudal Quick-Step SOQ    | Soudal Quick-Step SOQ |
| --------------------- | ------------------------ | --------------------- |
| Num                   | Coureur                  | Pos                   |
| 51                    | Julian Alaphilippe (FRA) | 26e                   |
| 52                    | Yves Lampaert (BEL)      | 131e                  |
| 53                    | Paul Magnier (FRA)       | 39e                   |
| 54                    | Gianni Moscon (ITA)      | 135e                  |
| 55                    | Casper Pedersen (DEN)    | 33e                   |
| 56                    | Pepijn Reinderink (NED)  | AB                    |
| 57                    | Warre Vangheluwe (BEL)   | 112e                  |

| Intermarché-Wanty IWA | Intermarché-Wanty IWA           | Intermarché-Wanty IWA |
| --------------------- | ------------------------------- | --------------------- |
| Num                   | Coureur                         | Pos                   |
| 61                    | Biniam Girmay (ERI)             | AB                    |
| 62                    | Mike Teunissen (NED)            | 19e                   |
| 63                    | Madis Mihkels (EST)             | 48e                   |
| 64                    | Laurenz Rex (BEL)               | AB                    |
| 65                    | Dries De Pooter (BEL)           | 30e                   |
| 66                    | Adrien Petit (FRA)              | 85e                   |
| 67                    | Roel van Sintmaartensdijk (NED) | 113e                  |

| EF Education-EasyPost EFE | EF Education-EasyPost EFE | EF Education-EasyPost EFE |
| ------------------------- | ------------------------- | ------------------------- |
| Num                       | Coureur                   | Pos                       |
| 71                        | Alberto Bettiol (ITA)     | 72e                       |
| 72                        | Stefan Bissegger (SUI)    | 134e                      |
| 73                        | Jonas Rutsch (GER)        | 106e                      |
| 74                        | Harry Sweeny (AUS)        | AB                        |
| 75                        | Yuhi Todome (JPN)         | 92e                       |
| 76                        | Jack Rootkin-Gray (GBR)   | 123e                      |
| 77                        | Michael Valgren (DEN)     | 8e                        |

| Ineos Grenadiers IGD | Ineos Grenadiers IGD   | Ineos Grenadiers IGD |
| -------------------- | ---------------------- | -------------------- |
| Num                  | Coureur                | Pos                  |
| 81                   | Cameron Wurf (AUS)     | AB                   |
| 82                   | Elia Viviani (ITA)     | 120e                 |
| 83                   | Joshua Tarling (GBR)   | 6e                   |
| 84                   | Magnus Sheffield (USA) | 119e                 |
| 85                   | Ben Swift (GBR)        | 124e                 |
| 86                   | Connor Swift (GBR)     | 58e                  |
| 87                   | Ben Turner (GBR)       | 16e                  |

| Movistar Team MOV | Movistar Team MOV          | Movistar Team MOV |
| ----------------- | -------------------------- | ----------------- |
| Num               | Coureur                    | Pos               |
| 91                | Oier Lazkano (ESP) (route) | 47e               |
| 92                | Albert Torres (ESP)        | 88e               |
| 93                | Rémi Cavagna (FRA)         | 69e               |
| 94                | Carlos Canal (ESP)         | 54e               |
| 95                | Manlio Moro (ITA)          | AB                |
| 96                | Mathias Norsgaard (DEN)    | 9e                |
| 97                | Johan Jacobs (SUI)         | 132e              |

| Arkéa-B&B Hotels ARK | Arkéa-B&B Hotels ARK   | Arkéa-B&B Hotels ARK |
| -------------------- | ---------------------- | -------------------- |
| Num                  | Coureur                | Pos                  |
| 101                  | Arnaud Démare (FRA)    | NP                   |
| 102                  | Amaury Capiot (BEL)    | AB                   |
| 103                  | David Dekker (NED)     | 109e                 |
| 104                  | Donavan Grondin (FRA)  | 130e                 |
| 105                  | Florian Sénéchal (FRA) | 129e                 |
| 106                  | Daniel McLay (GBR)     | 84e                  |
| 107                  | Luca Mozzato (ITA)     | 18e                  |

| Cofidis COF | Cofidis COF                | Cofidis COF |
| ----------- | -------------------------- | ----------- |
| Num         | Coureur                    | Pos         |
| 111         | Ludovic Robeet (BEL)       | AB          |
| 112         | Piet Allegaert (BEL)       | 49e         |
| 113         | Aimé De Gendt (BEL)        | 70e         |
| 114         | Nicolas Debeaumarché (FRA) | AB          |
| 115         | Milan Fretin (BEL)         | AB          |
| 116         | Alexis Renard (FRA)        | 103e        |
| 117         | Ludovic Robeet (BEL)       | AB          |

| Decathlon-AG2R La Mondiale DAT | Decathlon-AG2R La Mondiale DAT | Decathlon-AG2R La Mondiale DAT |
| ------------------------------ | ------------------------------ | ------------------------------ |
| Num                            | Coureur                        | Pos                            |
| 121                            | Oliver Naesen (BEL)            | 63e                            |
| 122                            | Edvald Boasson Hagen (NOR)     | 110e                           |
| 123                            | Dries De Bondt (BEL)           | 5e                             |
| 124                            | Sander De Pestel (BEL)         | 55e                            |
| 125                            | Pierre Gautherat (FRA)         | 11e                            |
| 126                            | Gianluca Pollefliet (BEL)      | 96e                            |
| 127                            | Damien Touzé (FRA)             | 27e                            |

| Bora-Hansgrohe BOH | Bora-Hansgrohe BOH     | Bora-Hansgrohe BOH |
| ------------------ | ---------------------- | ------------------ |
| Num                | Coureur                | Pos                |
| 131                | Marco Haller (AUT)     | 76e                |
| 132                | Luis-Joe Lührs (GER)   | 105e               |
| 133                | Emil Herzog (GER)      | 65e                |
| 134                | Ryan Mullen (IRL)      | 62e                |
| 135                | Filip Maciejuk (POL)   | 73e                |
| 136                | Jordi Meeus (BEL)      | 45e                |
| 137                | Danny van Poppel (NED) | 14e                |

| Bahrain Victorious TBV | Bahrain Victorious TBV    | Bahrain Victorious TBV |
| ---------------------- | ------------------------- | ---------------------- |
| Num                    | Coureur                   | Pos                    |
| 141                    | Andrea Pasqualon (ITA)    | AB                     |
| 142                    | Alberto Bruttomesso (ITA) | 102e                   |
| 143                    | Fran Miholjević (CRO)     | 128e                   |
| 144                    | Matevž Govekar (SLO)      | 67e                    |
| 145                    | Dušan Rajović (SRB)       | 44e                    |
| 146                    | Fred Wright (GBR) (route) | 22e                    |
| 147                    | Łukasz Wiśniowski (POL)   | 117e                   |

| Team dsm-firmenich PostNL DFP | Team dsm-firmenich PostNL DFP | Team dsm-firmenich PostNL DFP |
| ----------------------------- | ----------------------------- | ----------------------------- |
| Num                           | Coureur                       | Pos                           |
| 151                           | John Degenkolb (GER)          | 20e                           |
| 152                           | Pavel Bittner (CZE)           | 53e                           |
| 153                           | Patrick Eddy (AUS)            | AB                            |
| 154                           | Nils Eekhoff (NED)            | AB                            |
| 155                           | Niklas Märkl (GER)            | 126e                          |
| 156                           | Casper van Uden (NED)         | 35e                           |
| 157                           | Bram Welten (NED)             | 133e                          |

| Team Jayco AlUla JAY | Team Jayco AlUla JAY        | Team Jayco AlUla JAY |
| -------------------- | --------------------------- | -------------------- |
| Num                  | Coureur                     | Pos                  |
| 161                  | Michael Matthews (AUS)      | 17e                  |
| 162                  | Luke Durbridge (AUS)        | 60e                  |
| 163                  | Amund Grøndahl Jansen (NOR) | 75e                  |
| 164                  | Luka Mezgec (SLO)           | 43e                  |
| 165                  | Kelland O'Brien (AUS)       | 90e                  |
| 166                  | Elmar Reinders (NED)        | AB                   |
| 167                  | Max Walscheid (GER)         | 87e                  |

| Astana Qazaqstan Team AST | Astana Qazaqstan Team AST | Astana Qazaqstan Team AST |
| ------------------------- | ------------------------- | ------------------------- |
| Num                       | Coureur                   | Pos                       |
| 171                       | Cees Bol (NED)            | 41e                       |
| 172                       | Gleb Brussenskiy (KAZ)    | AB                        |
| 173                       | Michele Gazzoli (ITA)     | AB                        |
| 174                       | Yevgeniy Gidich (KAZ)     | 125e                      |
| 175                       | Dmitriy Gruzdev (KAZ)     | AB                        |
| 176                       | Rüdiger Selig (GER)       | 127e                      |
| 177                       | Gleb Syritsa              | AB                        |

| Lotto Dstny LTD | Lotto Dstny LTD          | Lotto Dstny LTD |
| --------------- | ------------------------ | --------------- |
| Num             | Coureur                  | Pos             |
| 181             | Jenno Berckmoes (BEL)    | 23e             |
| 182             | Cédric Beullens (BEL)    | AB              |
| 183             | Victor Campenaerts (BEL) | 34e             |
| 184             | Sébastien Grignard (BEL) | 68e             |
| 185             | Pascal Eenkhoorn (NED)   | 31e             |
| 186             | Alec Segaert (BEL)       | 37e             |
| 187             | Brent Van Moer (BEL)     | AB              |

| Israel-Premier Tech IPT | Israel-Premier Tech IPT | Israel-Premier Tech IPT |
| ----------------------- | ----------------------- | ----------------------- |
| Num                     | Coureur                 | Pos                     |
| 191                     | Jakob Fuglsang (DEN)    | 71e                     |
| 192                     | Krists Neilands (LAT)   | 29e                     |
| 193                     | Guillaume Boivin (CAN)  | 52e                     |
| 194                     | Riley Sheehan (USA)     | 25e                     |
| 195                     | Riley Pickrell (CAN)    | 83e                     |
| 196                     | Corbin Strong (NZL)     | 51e                     |
| 197                     | Ethan Vernon (GBR)      | 46e                     |

| Uno-X Mobility UXM | Uno-X Mobility UXM          | Uno-X Mobility UXM |
| ------------------ | --------------------------- | ------------------ |
| Num                | Coureur                     | Pos                |
| 201                | Alexander Kristoff (NOR)    | 77e                |
| 202                | Jonas Abrahamsen (NOR)      | 2e                 |
| 203                | Louis Bendixen (DEN)        | 82e                |
| 204                | Tord Gudmestad (NOR)        | AB                 |
| 205                | Erik Nordsæter Resell (NOR) | 79e                |
| 206                | Rasmus Tiller (NOR)         | 50e                |
| 207                | Rasmus Bøgh Wallin (DEN)    | 91e                |

| Q36.5 Pro Cycling Team Q36 | Q36.5 Pro Cycling Team Q36 | Q36.5 Pro Cycling Team Q36 |
| -------------------------- | -------------------------- | -------------------------- |
| Num                        | Coureur                    | Pos                        |
| 211                        | Jannik Steimle (GER)       | 42e                        |
| 212                        | Tom Devriendt (BEL)        | AB                         |
| 213                        | Tobias Ludvigsson (SWE)    | 80e                        |
| 214                        | Cyrus Monk (AUS)           | 122e                       |
| 215                        | Szymon Sajnok (POL)        | 115e                       |
| 216                        | Fabio Christen (SUI)       | 78e                        |
| 217                        | Kamil Małecki (POL)        | 64e                        |

| TotalEnergies TEN | TotalEnergies TEN       | TotalEnergies TEN |
| ----------------- | ----------------------- | ----------------- |
| Num               | Coureur                 | Pos               |
| 221               | Anthony Turgis (FRA)    | AB                |
| 222               | Lucas Boniface (FRA)    | AB                |
| 223               | Sandy Dujardin (FRA)    | 21e               |
| 224               | Émilien Jeannière (FRA) | AB                |
| 225               | Thomas Gachignard (FRA) | 10e               |
| 226               | Lorrenzo Manzin (FRA)   | AB                |
| 227               | Dries Van Gestel (BEL)  | 24e               |

| Bingoal WB BWB | Bingoal WB BWB            | Bingoal WB BWB |
| -------------- | ------------------------- | -------------- |
| Num            | Coureur                   | Pos            |
| 231            | Luca De Meester (BEL)     | 97e            |
| 232            | Cériel Desal (BEL)        | 107e           |
| 233            | Aaron Van der Beken (BEL) | 99e            |
| 234            | Floris De Tier (BEL)      | 108e           |
| 235            | Luca Van Boven (BEL)      | 56e            |
| 236            | Kenneth Van Rooy (BEL)    | 95e            |
| 237            | Jelle Vermoote (BEL)      | 100e           |

| Team Flanders-Baloise TFB | Team Flanders-Baloise TFB | Team Flanders-Baloise TFB |
| ------------------------- | ------------------------- | ------------------------- |
| Num                       | Coureur                   | Pos                       |
| 241                       | Kamiel Bonneu (BEL)       | AB                        |
| 242                       | Lars Craps (BEL)          | 104e                      |
| 243                       | Jules Hesters (BEL)       | 98e                       |
| 244                       | Siebe Deweirdt (BEL)      | 121e                      |
| 245                       | Yentl Vandevelde (BEL)    | 111e                      |
| 246                       | Dylan Vandenstorme (BEL)  | 101e                      |
| 247                       | Victor Vercouillie (BEL)  | 86e                       |